# Wysokie Bereście
Wysokie Bereście (894 m) – szczyt w północno-wschodniej części Pasma Leluchowskiego, które w polskiej regionalizacji fizycznogeograficznej według Jerzego Kondrackiego zaliczone zostały do Beskidu Sądeckiego, w nowszej regionalizacji z 2018 r. wraz z Górami Lubowelskimi do Pogórza Popradzkiego. Wraz z pobliskim szczytem Bereście (869 m) tworzą samotny masyw nie łączący się z innymi wzniesieniami Pasma Leluchowskiego. Wysokie Bereście jest zwornikiem. Odchodzą od niego trzy grzbiety: jeden w południowo-zachodnim kierunku do Bereścia, drugi w północno-zachodnim kierunku, trzeci we wschodnim. Są trzy grzbiety, są więc także trzy doliny i trzy spływające nimi potoki. Spod Wysokiego Bereścia spływają potoki: Pusta, dopływ Pustej (tzw. Doliną Borsuczą) i Zimny Potok. Na wschodnim grzbiecie Wysokiego Bereścia (potem zakręcającym w kierunku północno-wschodnim) istniała długa grzbietowa polana, jeszcze zaznaczana na niektórych mapach. Dawniej były to tereny zamieszkałe przez Łemków. Od czasu ich wysiedlenia (w 1947 w ramach Akcji „Wisła”) polana zdążyła już zarosnąć lasem.
Na szczycie Wysokiego Bereścia graniczą z sobą trzy miejscowości: Wojkowa (gmina Muszyna), Tylicz i Muszynka (gmina Krynica-Zdrój) – wszystkie w województwie małopolskim, w powiecie nowosądeckim.